# Shihab Houna Murad
Shihab Houna Murad (1 januari 1968) is een Iraakse langeafstandsloper, die uitkwam op de 5000 m op de Olympische Spelen in Sydney. Hij werd 35e in een tijd van 14.49,40. Daarmee werd hij in reeks twee 18de.